# 4519-es mellékút (Magyarország)
A 4519-es számú mellékút egy több mint 56 kilométer hosszú, négy számjegyű mellékút Csongrád-Csanád vármegyében; Csongrádot köti össze a megyeszékhely Szegeddel, a közöttük fekvő kisebb települések érintésével.

## Nyomvonala
Kilométer-számozása az 1+059-es kilométerszelvénytől indul, azon a ponton a 451-es főútból ágazik ki, Csongrád elkerülő szakaszának déli részén. „Nulladik” kilométere ebből ítélve minden valószínűség szerint Csongrád központjának déli szélén volt, ahol Szegedi út néven ágazott ki a Kolozsvári útból, a 451-es főút városon átvezető szakaszából; ma már azonban mindkét útszakasz önkormányzati útnak minősül.
Délnyugat felé indul, és a 4. kilométerénél éri el Csongrád határszélét, onnan Felgyő területén halad. Mintegy 350 méter után egy elágazáshoz ér: nyugat-délnyugati irányba a 45 119-es út ágazik ki belőle – ez Felgyő lakott területének északi szélén húzódik végig, majd a falutól nyugatra eső tanyavilágban ér véget –, a 4519-es pedig délnek folytatódik, a lakott terület keleti szélét kísérve, Szegedi út néven. 5,3 kilométer után elhagyja a belterület délkeleti csücskét, de még jó darabig, több mint öt kilométeren át felgyői területen marad.
10,9 kilométer után éri el Csanytelek határát, ahonnan egyből belterületek közt húzódik tovább,  Csongrádi út néven, a 11+650-es kilométerszelvényénél pedig egy elágazáshoz ér. Nyugat felől a 4504-es út torkollik bele, 15,9 kilométer teljesítését követően (ez Kiskunfélegyháza térségétől vezet idáig), a 4519-es pedig keleti irányban folytatódik, a Tömörkény utca nevet viselve. A faluban még több kisebb-nagyobb irányváltása van, ezek némelyikénél a neve is változik, előbb Széchenyi, Radnóti, majd Pusztaszeri utcára. Ezen a néven hagyja el Csanytelek lakott területeit, dél-délnyugati irányban, 16,7 kilométer megtételét követően. Itt elhalad a Csaj-tó kiterjedt tórendszerének elemei között, majd 19,5 kilométer után kilép a község területéről.
Baks határai közt folytatódik tovább, de javarészt külterületeken: a község lakott területének épp csak a déli csücskét érinti az út, 21,4 kilométer után, egy rövidke szakaszon, Tiszai út néven. A 21+700-as szelvénye előtt egy kereszteződéshez ér: kelet felől, a mindszenti komp irányából a 4522-es út torkollik bele, bő hat kilométer teljesítése után, észak-északkelet felé a 45 127-es számozást viselő mellékút indul, Baks főutcájaként, a 4519-es pedig délnek folytatódik tovább. Még elhalad néhány ház előtt, a Fő utca nevet viselve, majd 22,5 kilométer után, a községi temető déli szélét is elhagyva kilép Baks belterületei közül.
24,3 kilométert követően eléri Ópusztaszer északkeleti határszélét, egy darabon a határvonalat kíséri, de alig 300 méterrel arrébb már teljesen ópusztaszeri területre ér. 26,5 kilométer után éri el a község legészakibb házait, onnét egy darabig a belterület északkeleti szélét kíséri. 27,5 kilométer után egy körforgalomba ér: északnyugat felé ebből a körforgalomból egy önkormányzati út indul ki Pusztaszer központja és a 4518-as út felé, nyugat-délnyugat felől, Kiskunmajsa-Kistelek irányából az 5411-es út csatlakozik bele, 25,4 kilométer megtétele után, a 4519-es út pedig nagyjából délkeleti irányban folytatódik, egy ideig Komócsin Zoltán nevét viselve, majd Tóhajlat utca néven; már ezt a nevet viseli, amikor eléri a település egyik fő látnivalóját, a Pallavicini-kastélyt és annak parkját. 29,2 kilométer után kilép a község házai közül, a 30. kilométere táján pedig – már külterületen – elhalad a falu legfőbb turisztikai vonzereje, a Nemzeti Történeti Emlékpark bejárati traktusa mellett. Innen dél-délkeleti irányban folytatódik, 33,8 kilométer után pedig Dóc területére lép át.
A 35+250-es kilométerszelvénye táján, ott majdnem déli irányban haladva egy elágazáshoz ér: a kelet-nyugati irányban húzódó 4524-es úttal keresztezik egymást, amely a zsáktelepülésnek tekinthető Dócot kapcsolja össze az 5-ös főúttal és Balástyával. A község lakott részeit a 4519-es út ennél jobban nem is érinti: 37,3 kilométer után el is éri a déli határszélét és átlép Sándorfalva területére.
Sándorfalva északi határrészeiben az út a Fehérföldes út nevet viseli, majd amint eléri a belterület északi szélét, nagyjából 42,6 kilométer után, onnantól Sövényházi út lesz a neve. Első fontosabb belterületi kereszteződését a 43+350-es kilométerszelvényénél éri el: ott a 4525-ös út ágazik ki belőle nyugati irányban, Szatymazon át Zsombó déli határrészei felé. 44,5 kilométer után egy határozott irányváltással délkeleti irányba fordul és a Hunyadi utca nevet veszi fel, közben szinte észrevétlenül eléri a belterület keleti szélét és ezután már azt kíséri. A település déli részén még néhány iparterületi létesítmény mellett halad el, de 45,5 kilométer után már újból teljesen külterületeken keresztül folytatódik.
46,1 kilométer után eléri Szeged város északi határszélét, innen egy darabig a Szegedi Fehér-tó és a sándorfalvi halastórendszer kisebb-nagyobb vízfelületei között húzódik, nagyjából másfél kilométeren át még Sándorfalva és Szeged határvonalát kísérve, onnantól pedig teljesen szegedi területen. Települési neve itt Sándorfalvi út, és kisebb-nagyobb irányváltásoktól eltekintve folyamatosan délnek halad, így éri el, 52,2 kilométer után az M43-as autópálya nyomvonalát is, amit felüljáróval keresztez, nem sokkal annak 7. kilométere után. A sztrádával ugyanitt csomópontja is van, melynek átkötő ágai (43,509, 43,511, 43,512, 43,513) mind az úttól keleti irányban húzódnak.
53,6 kilométer után az út keresztezi a MÁV 135-ös számú Szeged–Kötegyán-vasútvonalát, nyílt vonali szakaszon (bár egykor valahol errefelé lehetett a vasútvonal Baktó megállóhelye), onnét egy pár száz méteren át Szeged Baktói kiskertek városrészének délnyugati szélén húzódik. 54,3 kilométer után éri el a szegedi Körtöltést, onnan már a Csongrádi sugárút nevet viseli, Makkosház, majd Északi városrész házai között. Kevéssel az 55. kilométere előtt elhalad a szegedi 2-es villamos külső végállomása mellett, majd lámpás csomóponttal keresztezi a város külső körútját, amely kelet felé a Makkosházi, nyugat felé a Rókusi körút nevet viseli. A 43-as főútba, ezen belül is a szegedi Nagykörút Berlini körút és Brüsszeli körút neveket viselő szakaszainak találkozási pontjába becsatlakozva ér véget, a 43-as főút kilométer-számozása tekintetében annak 700. méterszelvényénél.
Teljes hossza az országos közutak térképes nyilvántartását szolgáló kira.gov.hu adatbázisa szerint 56,214 kilométer.

## Települések az út mentén
- Csongrád
- Felgyő
- Csanytelek
- Baks
- Ópusztaszer
- Sándorfalva
- Szeged

## Története
1934-ben a kereskedelem- és közlekedésügyi miniszter 70 846/1934. számú rendelete a Baks és Sövényháza (a mai Ópusztaszer) közti szakaszát harmadrendű főúttá nyilvánította, a Kistelek–Hódmezővásárhely közti 422-es főút részeként; többi szakaszát a rendelet alapján 1937-ben kiadott közlekedési térkép mellékúti kiépítettséggel tünteti fel.
Egy dátum nélküli, feltehetőleg 1949 körül készült térkép lényegében a teljes mai hosszában harmadrendű főútként tünteti fel, 422-es útszámozással.
A 1595/2023. (XII. 21.) Korm. határozat a Szeged Ipari Park közcélú infrastrukturális fejlesztésének támogatásáról és a szükséges források biztosításáról 46 milliárd forintot biztosított a Szeged Ipari Park közúti közlekedési kapcsolatainak és egyéb infrastruktúrájának fejlesztésére a BYD szegedi autógyárának létesítéséhez kapcsolódóan. Ez tartalmazza többek között a 4519-es út 2×2 sávos főúttá bővítését az M43-as autópálya és a Rókusi körút között, a 135. számú vasútvonal (tram-train) külön szintű átvezetésével, a tervezést kiviteli tervvel bezárólag.